# Paharpur
Paharpur là một thị trấn thống kê (census town) của quận Gaya thuộc bang Bihar, Ấn Độ.

## Nhân khẩu
Theo điều tra dân số năm 2001 của Ấn Độ, Paharpur có dân số 5758 người. Phái nam chiếm 68% tổng số dân và phái nữ chiếm 32%. Paharpur có tỷ lệ 78% biết đọc biết viết, cao hơn tỷ lệ trung bình toàn quốc là 59,5%: tỷ lệ cho phái nam là 84%, và tỷ lệ cho phái nữ là 64%. Tại Paharpur, 13% dân số nhỏ hơn 6 tuổi.